# Amber Heard
Amber Laura Heard (Austin, 22 de abril de 1986) é uma atriz norte-americana. Desempenhou o papel principal e personagem-título em All the Boys Love Mandy Lane que estreou no Festival Internacional de Cinema de Toronto em 2006. O seu primeiro papel de destaque na televisão surge em 2007 na série Hidden Palms, onde interpreta a personagem "Greta Mathews". Começou a ser mais conhecida em 2008 pelos filmes Never Back Down com Sean Faris e Cam Gigandet e Pineapple Express com Seth Rogen e James Franco.
Em 2009, Amber protagonizou The Stepfather e teve também um pequeno papel na comédia de horror Zombieland. Em seguida entrou em The Joneses e And Soon the Darkness. Amber também participou da polêmica série The Playboy Club, e participou de filmes como The Ward de John Carpenter, Drive Angry ao lado de Nicolas Cage e The Rum Diary, com Johnny Depp. E mais recentemente interpretou a Princesa Mera nos filmes da Liga da Justiça (2017) e Aquaman (2018).

## Início de vida
Amber nasceu e foi criada em Austin, Texas. Seu pai David, é um empreiteiro, e sua mãe Paige, é uma pesquisadora de internet para o Estado. Estudou na St. Michael's Catholic Academy em Austin, Texas. Na adolescência, Amber participava ativamente no departamento de teatro da escola e apareceu em comerciais e campanhas locais. Quando tinha 16 anos, a sua melhor amiga morre em um acidente de carro e, no seguimento deste, Amber, a qual foi criada Católica, torna-se ateia, sendo influenciada pelas obras de Ayn Rand e George Orwell. Aos 17 anos deixa a escola para ir para Nova York iniciar a carreira de modelo, refazendo depois esta opção, mudando-se para Los Angeles, para seguir carreira de atriz.

## Carreira
A sua carreira começa em 2004, quando entra no elenco do episódio piloto da série Jack & Bobby. Em 2005, faz uma participação num episódio da série The O.C.. O seu primeiro papel no cinema surge ainda em 2004, como Maria, no filme Friday Night Lights.
Em 2006 fez a personagem principal no filme All the Boys Love Mandy Lane, que estreou no Festival Internacional de Cinema de Toronto. Em 2008 actuou ao lado de Seth Rogen em Pineapple Express. Em 2009, Amber integra, ao lado de Penn Badgley, o filme The Stepfather. Em 2010 foi lançado o filme And Soon the Darkness no qual Amber é protagonista, o filme é uma refilmagem do clássico da década de 1970, que conta também com Odette Yustman, Karl Urban e a nomeada ao Óscar, Adriana Barraza.
Em Abril de 2010, recebe o prémio Dallas International Film Festival Shining Star Award no Festival de Cinema de Dallas, pelo filme The Joneses, onde contracena com Demi Moore e David Duchovny. Contracenou, ainda, ao lado de Danielle Panabaker no filme The Ward, de John Carpenter. Em 2011 é lançado o filme Drive Angry, no qual contracena com Nicolas Cage e William Fichtner.
No mesmo ano, em Setembro, a NBC estreia a série The Playboy Club, na qual Amber faz o papel de uma coelhinha da playboy nos anos 60. Em Outubro, estreia nos cinemas norte-americanos o filme The Rum Diary, com Amber a contracenar com Johnny Depp.Em novembro de 2011 é anunciada a sua participação no filme Motor City ao lado de Dominic Cooper.

## Vida pessoal
Em dezembro de 2010, Amber participou do 25º aniversário da GLAAD (The Gay & Lesbian Alliance Against Defamation), ao qual foi acompanhada de sua então namorada, a fotógrafa e artista Tasya van Ree. Amber assumiu naquele evento estar num relacionamento homossexual. Em 2012, começaram a surgir rumores que ela estaria se envolvendo com o ator Johnny Depp, que na época estava se divorciando.

Amber se declara uma ávida pró-armamentista, que ama armas e possui várias, inclusive um .357 Magnum. Sendo fã de muscle cars, tem actualmente um Ford Mustang de 1968, mas já havia conduzido um Mercedes de 1967 e um Checker Cab de 1962, como revelou a Jeremy Clarkson durante uma entrevista no programa Top Gear.Considerada como um símbolo sexual, Amber muitas vezes aparece nas listas das revistas da especialidade. Em 2010 foi eleita a n.° 13, na lista da revista Maxim das "100 mulheres mais sexys do mundo", já em 2013 ficou na décima posição. Em 2009 foi presa por agredir fisicamente a sua então namorada, a fotógrafa Tasya Van Ree. De acordo com fontes policiais e documentos, elas discutiram num aeroporto e Amber teria agarrado e acertado Tasya no braço, o que chamou a atenção da policial e desencadeou a prisão.

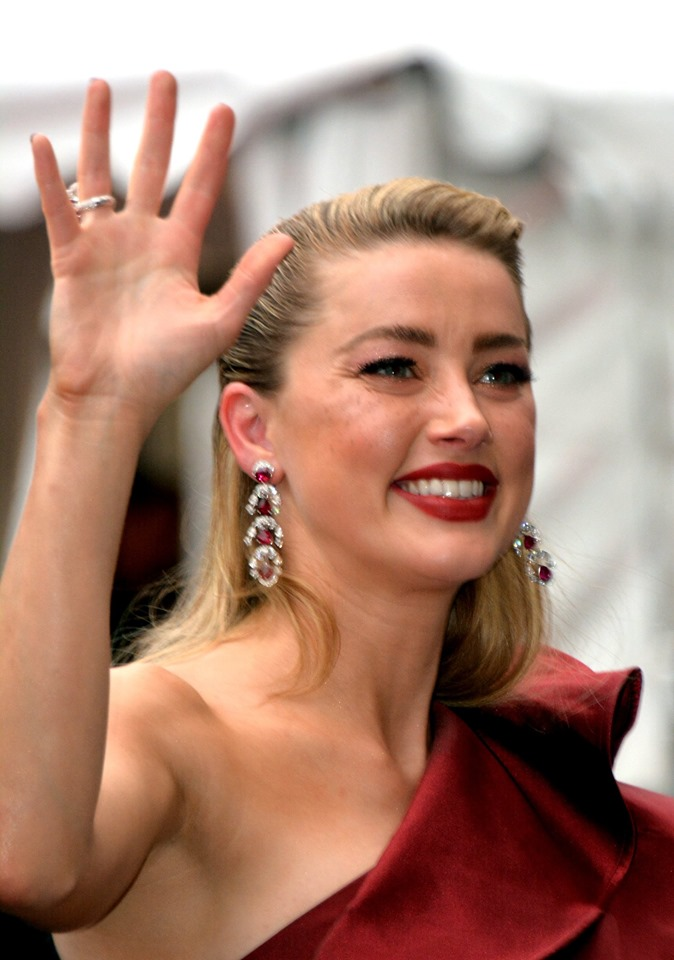
Em 2019, no Festival de Cannes

Em 2011, Amber se envolveu em uma polêmica com grupos feministas dos EUA. A atriz defendeu a série The Playboy Club (na qual era protagonista) dizendo "Nossa geração é pega de surpresa quando as "Steinems" do mundo nos criticam, acho que porque somos parte de uma geração de mulheres que não precisam escolher entre botas de combate e um avental, podemos fazer isso de salto." Essa declaração foi em resposta à líder feminista Gloria Steinem, que pediu boicote à série: "Isso normaliza uma ideia dominante passiva de gênero. Normaliza a prostituição e o domínio masculino. Eu posso falar que ao longo dos anos, muitas mulheres me ligaram e me contaram histórias de horror sobre o que vivenciaram no Clube Playboy." Uma jornalista do IndieWire criticou a atitude da atriz em sua coluna: "Amber Heard colocou o pés na boca quando criticou toda uma geração de feministas, só por terem um problema com o show dela." "Eu apenas não consigo ver como um programa que mostra mulheres sendo apalpadas e trabalhando como coelhinhas é sobre empoderamento feminino."

### Relacionamento com Johnny Depp
Em 21 de maio de 2016, acusou o ex-marido, Johnny Depp, de agredi-la após uma discussão. Ela pediu divórcio dois dias depois. No dia 27, ambos foram parar nos tribunais. Cinco dias depois, ela pediu e obteve uma ordem de restrição temporária contra ele, declarando, em juízo: "Johnny foi verbal e fisicamente abusivo comigo". Amber Heard afirmou que o último incidente violento teria ocorrido na própria noite de 21 de maio, quando Depp teria atirado um iPhone contra ela, machucando seu rosto. Heard também apresentou duas testemunhas - suas amigas Tillet Wright e Raquel Pennington - e expôs fotografias do seu rosto. Wright tinha chamado o LAPD durante o incidente mas Amber alegou tratar-se apenas de uma discussão. Os oficiais, duas testemunhas neutras não viram nenhum ferimento sequer e nenhuma evidência de um crime naquele momento. Em resposta, os advogados de Depp disseram que ela estava "tentando obter uma resolução financeira prematura alegando abuso". Em 31 de maio, Amber deu uma declaração ao LAPD sobre o incidente de 21 de maio; seus advogados afirmaram que ela inicialmente estava relutante em envolver a justiça no caso, a fim de "proteger sua privacidade e a carreira de Johnny" mas foi forçada a fazê-lo "para definir o registro correto dos fatos verdadeiros, pois não poderia continuar exposta a alegações falsas e maliciosas que infectaram a mídia". No dia seguinte, Amber enviou fotos para revista People de um suposto incidente anterior à violência doméstica, fotos que não foram apresentadas ao tribunal como evidência pelos advogados de Heard.
Mais tarde naquele mês Amber processou um amigo de Depp, o comediante Doug Stanhope, por difamação, após ele escrever em uma coluna do TheWrap, que ela estaria chantageando Depp, ameaçando mentir publicamente sobre ele, caso não concordasse com seus termos. Publicado pelo TMZ, o documento mostra que 5 dias antes de tornar as acusações públicas (27 de maio), uma carta foi enviada aos representantes de Depp, onde o advogado de Amber fez uma série de exigências financeiras incluindo um pedido de pensão, posse de uma Range Rover, posse de uma cobertura no centro de Los Angeles, US$100 mil para honorários de advogados e outros US$25 mil para despesas. Depois de se recusar a prestar depoimento à Justiça e não entregar documentos solicitados, Amber resolveu retirar as acusações de violência doméstica e o caso foi encerrado no trânsito em julgado, com a atriz ficando impedida de reabri-lo. O divórcio foi liquidado em 16 de agosto de 2016. Depp concordou em pagar US$7 milhões de dólares a Amber, que declarou que doaria o dinheiro para a American Civil Liberties Union (ACLU) e o Children's Hospital Los Angeles. Porém, posteriormente em 2022 durante seu testemunho no julgamento de difamação ao qual foi submetida, Amber Heard admite que não efetivou a doação após os advogados de Depp pedir a quebra de sigilo da ACLU, contradizendo seu próprio testemunho juramentado em 2020 no Reino Unido.
Eles também emitiram uma declaração conjunta sobre o divórcio, que dizia que sua "relação era intensamente apaixonada e às vezes volátil, mas sempre ligada pelo amor. Nenhuma das partes fez as falsas acusações pra ganho financeiro. Nunca houve intenção de dano físico ou emocional". Em janeiro de 2017, Heard entrou com uma nova ação pedindo que Depp pagasse os honorários de seus advogados, mas o juiz negou dizendo que "cada um deveria pagar suas próprias contas" e encerrou o divórcio no acordo prévio. Em 1º de junho de 2022, Heard foi condenada a pagar US$10.5 milhões de dólares (de US$50 milhões) ao ex-marido, em um processo de difamação movido por Depp em abril do mesmo ano. Ele, por sua vez, também foi condenado a pagar US$2 milhões de dólares a Heard por  declarações difamatórias do ex-advogado de Depp, Adam Waldman, contra ela. Em julho de 2022, os advogados de Amber, a pedido da atriz, pediram a anulação do veredito oficial que dera a vitória ao ex-marido contra ela. Dias depois, a juíza oficial Penney, do tribunal de Virgínia, afirmou que não haveria outro julgamento até que Heard pagasse a indenização (US$ 10.5 milhões de dólares) devida a Johnny Depp. Depois de um acordo entre os advogados de cada um, Heard aceitou pagar a Johnny Depp apenas 1 milhão de dólares por danos morais, já que a atriz não teria condições de pagar US$ 10.5 milhões. Depp também não precisou pagar US$ 2 milhões, já que declarações do seu ex-advogado não foram consideradas difamatórias.

## Filmografia

### Cinema
| Ano  | Título Original              | Título (Brasil)                  | Título (Portugal)              | Papel                   |
| ---- | ---------------------------- | -------------------------------- | ------------------------------ | ----------------------- |
| 2004 | Friday Night Lights          | Tudo Pela Vitória                |                                | Maria                   |
| 2005 | SideFX                       | SideFX                           | SideFX                         | Shay                    |
| 2005 | Drop Dead Sexy               | Sexy de Morrer                   | Sexy de Morrer                 | Candy                   |
| 2005 | North Country                | Terra Fria                       | North Country - Terra Fria     | Josey (jovem)           |
| 2006 | Price to Pay                 | Price to Pay                     | Price to Pay                   | Trish                   |
| 2006 | The Prince                   | The Prince                       | The Prince                     | Serena (para televisão) |
| 2006 | Alpha Dog                    | Alpha Dog                        | Alpha Dog                      | Alma                    |
| 2006 | All the Boys Love Mandy Lane | Tudo Por Ela                     | Sedução Mortal                 | Mandy Lane              |
| 2007 | You Are Here                 | You Are Here                     | You Are Here                   | Amber                   |
| 2007 | Day 73 with Sarah            | Day 73 with Sarah                | Day 73 with Sarah              | Mary (curta-metragem)   |
| 2007 | Remember the Daze            | Beleza Ordinária                 |                                | Julia Ford              |
| 2008 | Never Back Down              | Quebrando Regras                 | Até ao Último Combate          | Baja Miller             |
| 2008 | Pineapple Express            | Segurando as Pontas              | Alta Pedrada                   | Angie Anderson          |
| 2008 | The Informers                | Informers - Geração Perdida      | Os Informadores                | Christie                |
| 2009 | ExTerminators                | ExTerminadoras                   |                                | Nikki                   |
| 2009 | The Joneses                  | Amor por Contrato                |                                | Jenn Jones              |
| 2009 | Zombieland                   | Zumbilândia                      | Bem Vido à Zombieland          | 406                     |
| 2009 | The Stepfather               | O Padrasto                       |                                | Kelly Porter            |
| 2010 | And Soon the Darkness        | Viagem do Medo                   | E a Noite a Cair               | Stephanie               |
| 2010 | The River Why                | The River Why                    | O Rio Revelador                | Eddy                    |
| 2010 | The Ward                     | Aterrorizada                     | O Hospício                     | Kristen                 |
| 2011 | Drive Angry                  | Fúria Sobre Rodas                | Destino Infernal               | Piper                   |
| 2011 | The Rum Diary                | O Diário de Um Jornalista Bêbado | O Diário a Rum                 | Chenault                |
| 2012 | Syrup                        | Syrup                            | Syrup                          | 6                       |
| 2012 | Motor City                   | Motor City                       | Motor City                     |                         |
| 2013 | Paranoia                     | Conexão Perigosa                 | Paranóia                       | Emma Jennings           |
| 2013 | Machete Kills                | Machete Mata                     | Machete Kills                  | Miss San Antonio        |
| 2014 | 3 Days to Kill               | 3 Dias Para Matar                | Vivi Delay                     |                         |
| 2015 | Magic Mike XXL               | Magic Mike XXL                   | Magic Mike XXL                 | Zoe                     |
| 2015 | The Danish Girl              | A Garota Dinamarquesa            | A Rapariga Dinamarquesa        | Ulla                    |
| 2017 | Justice League               | Liga da Justiça                  | Liga da Justiça                | Mera                    |
| 2018 | Aquaman                      | Aquaman                          | Aquaman                        | Mera                    |
| 2018 | Her Smell                    | Her Smell                        | Her Smell                      | Zelda                   |
| 2018 | London Fields                | London Fields: Romance Fatal     |                                | Nicola Six              |
| 2019 | Gully                        | Gully                            | Gully                          | Joyce                   |
| 2021 | Zack Snyder's Justice League | Liga da Justiça de Zack Snyder   | Liga da Justiça de Zack Snyder | Mera                    |
| 2022 | Aquaman And the Lost Kingdom | Aquaman e o Reino Perdido        | Aquaman e o Reino Perdido      | Mera                    |

### Televisão
| Ano  | Título           | Papel          | Episódios   | Notas |
| ---- | ---------------- | -------------- | ----------- | ----- |
| 2004 | Jack & Bobby     | Liz            | 1 episódio  |       |
| 2004 | The Mountain     | Riley          | 1 episódio  |       |
| 2005 | The O.C.         | Vendedora      | 1 episódio  |       |
| 2006 | Criminal Minds   | Lila Archer    | 1 episódio  |       |
| 2007 | Californication  | Anber          | 1 episódio  |       |
| 2007 | Hidden Palms     | Greta Matthews | 8 episódios |       |
| 2011 | The Playboy Club | Maureen        | 7 episódios |       |
| 2011 | Top Gear         | ela mesma      |             |       |

## Prémios
| Ano  | Resultado | Premiação                           | Categoria             | Título     |
| ---- | --------- | ----------------------------------- | --------------------- | ---------- |
| 2008 | Venceu    | Young Hollywood Awards              | Performance estreante |            |
| 2009 | Indicado  | Detroit Film Critics Society Awards | Melhor Elenco         | Zombieland |
| 2010 | Venceu    | Dallas International Film Festival  | Estrela de Dallas     |            |